# TPASS行政院通勤月票

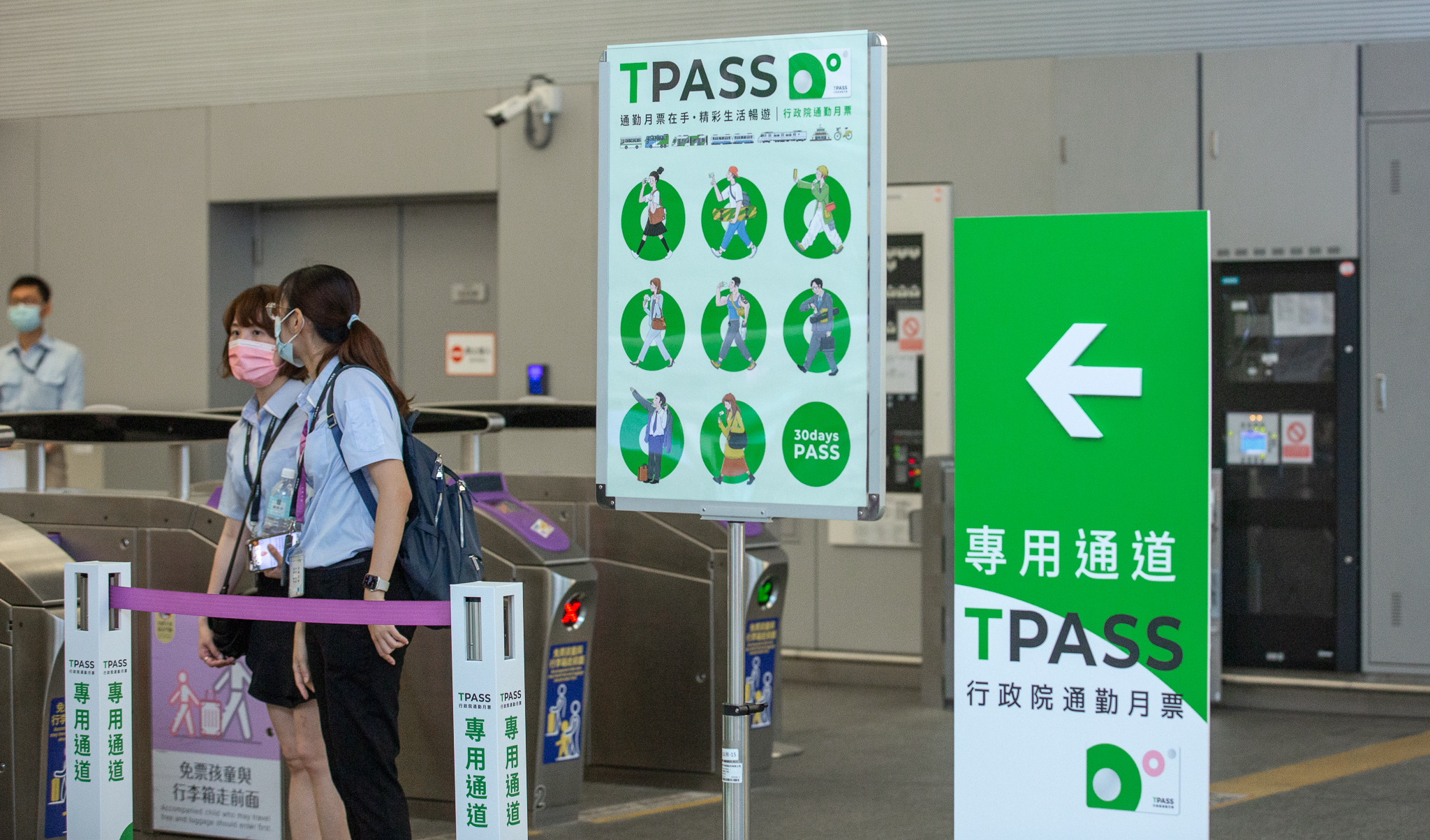
TPASS通勤月票的專用通道閘門（2023年7月2日攝於機捷站內）

TPASS行政院通勤月票，又稱TPASS通勤月票、TPASS月票、TPASS，是中華民國交通部依中央促進公共運輸使用方案與各縣市政府共同推出的公共運輸定期票服務，適用範圍為臺灣的捷運及輕軌、市區公車、臺鐵、公路客運、YouBike公共自行車及渡輪系統。該票證自2023年7月1日起上路，首先在臺灣西部三大生活圈發行，目前有20個縣市加入，票價則由各縣市自定；做為配套，雙北公共運輸定期票於該票證啟用後同步退場。

## 背景
2023年2月23日，中華民國交通部宣布預定7月將實施公共運輸通勤月票，以整合北中南三大生活圈——基北北桃（基隆、臺北、新北、桃園）、苗中彰投（苗栗、臺中、彰化、南投）和南高屏（臺南、高雄、屏東），並公布票卡樣張。4月21日，時任交通部長王國材宣布公共運輸通勤月票將於7月1日正式實施。4月26日，交通部公路總局（現交通部公路局）公布票卡版面，定名為「TPASS行政院通勤月票」。5月19日，交通部公路總局審查通過北中南三大生活圈TPASS月票方案，其後交通部指出TPASS月票未來將編列預算以永續辦理，自6月15日起可在指定通路先行購買指定票卡。

## 推動及補助
有鑑於社會需求以及雙北公共運輸定期票（1280月票）推動有成，行政院於2023年1月12日提出疫後強化經濟與社會韌性及全民共享經濟成果特別條例草案，此政策的四大目標為「減輕民眾交通負擔、改善道路交通事故及減少壅塞、減少私人運具鼓勵大眾運輸、均衡城鄉區域發展」，鼓勵民眾多加利用大眾運輸工具。第一期推動3年期為2023年至2025年，交通部執行行政院促進公共運輸使用方案補助作業要點（草案）規範於2023年3月9日函送至地方政府機關，敘明「各縣市月票訂價應以通勤搭乘公共運輸平均支出之3至5折為原則，若訂價低於3折票價差額由各縣市政府或客運業者負擔，各地方政府在月票訂價時應審慎考量相關財政負擔，公路總局也會有審查機制加以把關」。此次推動的方案最關鍵的部分在於包含臺鐵票價，影響跨縣市通勤的民眾最多，各縣市可自行規劃「都市內通勤月票」及生活圈「城際通勤月票」方案，月票方案包含哪些運具由地方政府規範，若包含臺鐵票價，差額部分均以中央補助90%為原則。

### 第一波
已經由公路總局核准的「基北北桃」、「苗中彰投」及「南高屏」三大生活圈月票方案，價格從新臺幣699元到1,200元不等，另外還有9個縣市正在規劃月票方案，於2023年下半年經交通部公路局審核通過後陸續上路。
宜蘭縣提出的3種月票方案審查通過跟上第一波，其中以750元和1,800元兩種方案首先上路，於8月18日開放預購，28日啟用；此外，宜蘭縣的第3種方案為2,300元，是目前最貴的月票方案，但會涵蓋雙北的市區公車及捷運。研討協商近一年的2300元方案，經公路總局同意，宜蘭縣府表示於2024年9月上路。

### 第二波
新竹地區在臺鐵縱貫線有8座車站，其中新竹車站為臺鐵的一等站，桃竹竹苗（桃園市、新竹市、新竹縣、苗栗縣）地區由新竹市邀集組成籌備小組，規劃推出「桃竹竹苗通勤月票」方案，因審查不及未能跟上第一波適用，於第二波10月時適時加入。
10月2日啟用的縣市還有花蓮縣及臺東縣，花蓮縣分跨臺東縣399元版和市區199元版；臺東縣299元為跨花蓮7條公車路線及臺鐵池上至大武區間非對號列車，另外基隆市區288元方案於10月16日啟用。雲林縣境內199元月票於12月26日開通，嘉義縣及嘉義市境內399元月票方案於2024年1月2日正式上路。雲林縣跨區399元2024年5月24日上路。澎湖縣境內210元月票方案於10月7日正式上路。

### 第三波
2025年1月14日，交通部長陳世凱宣布推出「TPASS 2.0」方案，新增短天數定期票、常客優惠，並推出新版交通票卡。民眾可上網至各票證公司網站辦理會員並為票卡記名，之後每個月會按照搭乘的次數給予回饋。

## 方案與適用票卡
目前可以設定月票的電子票證為：北北基桃使用悠遊卡設定，桃竹竹苗可以使用悠遊卡或一卡通設定，苗中彰投使用悠遊卡、一卡通、愛金卡，南高屏使用一卡通（綁定MeN Go卡會員）。行政院此次依各地推出紀念版票卡之外，也可以用自持有票卡設定。一張卡只能綁定一種月票方案。

## 迴響

### 運輸能量應對
基北北桃客運業者接受媒體訪問表示，目前客運在尖峰時段的運能及人力已達極限無法再加開班次，1200月票上路後旅客增加，可能會出現有票沒車搭的窘境。

### 驗票閘門

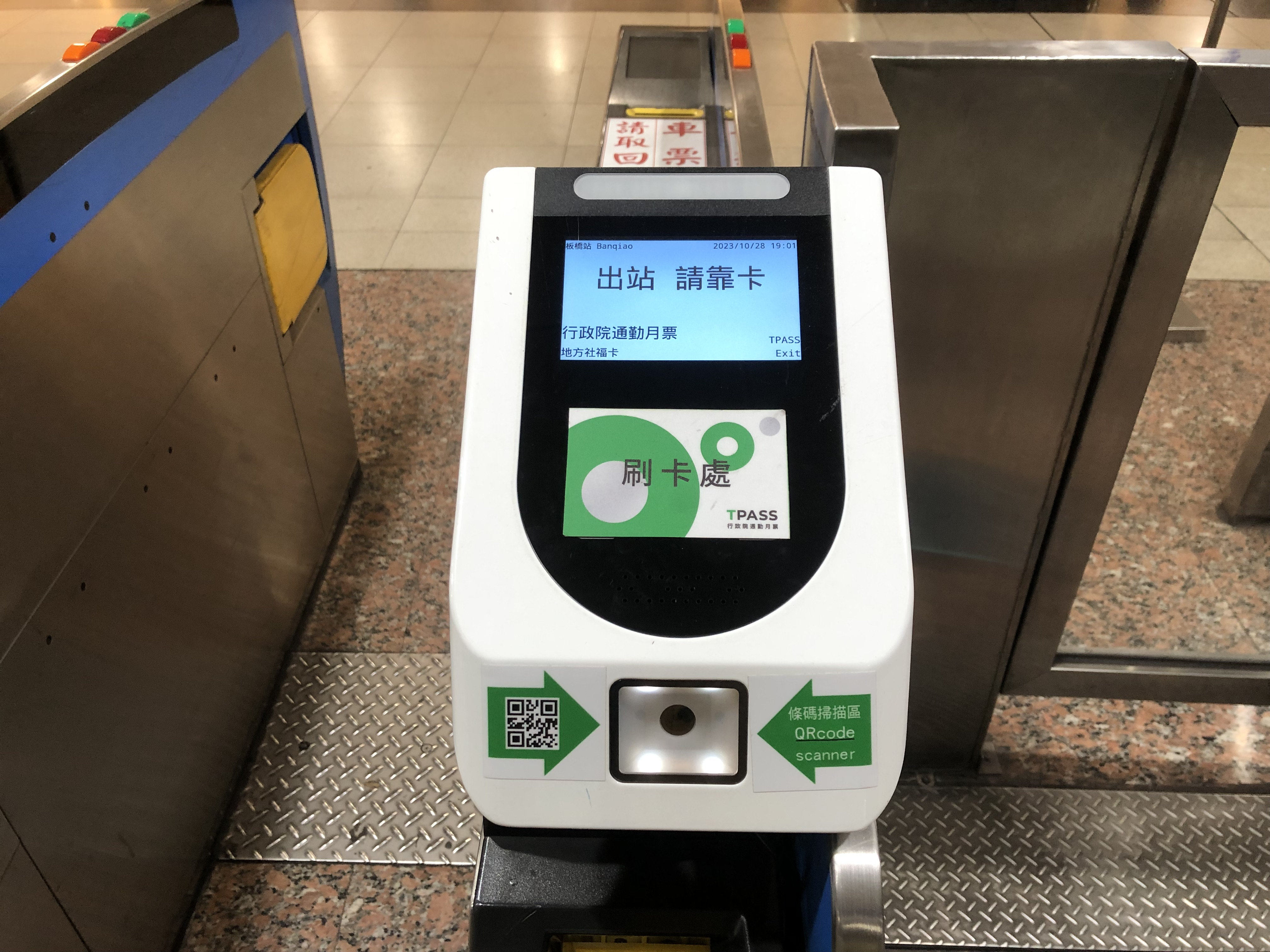
臺鐵設置的新驗票裝置

臺鐵與桃園機場捷運的驗票閘門系統各為獨立規格，和現行的公共運具通用系統略有不同。臺鐵的部分，因為還包含有自家推出的定期票證，原先正在陸續規劃整合相關電子票證的建制，新增加的TPASS月票涉及系統修改，現有驗票閘門系統驗收不及於7月1日上路，故折衷設置專用通道；至2023年底前，使用TPASS月票搭乘臺鐵需要走專用通道。臺鐵於6月25日優先將三大生活圈內的車站專用通道設置完成，安裝TPASS月票專用的移動式感應驗票閘門，以及將程式修正、測試、嚮導標示及服務人員教育訓練等各項工作準備到位，並持續進行壓力測試。
在改用加裝專屬驗票機，以及搭配僅修正進出站閘門程式的方式進行下，臺鐵順利能提前於2023年10月底，解決TPASS月票必須走專用通道的問題。

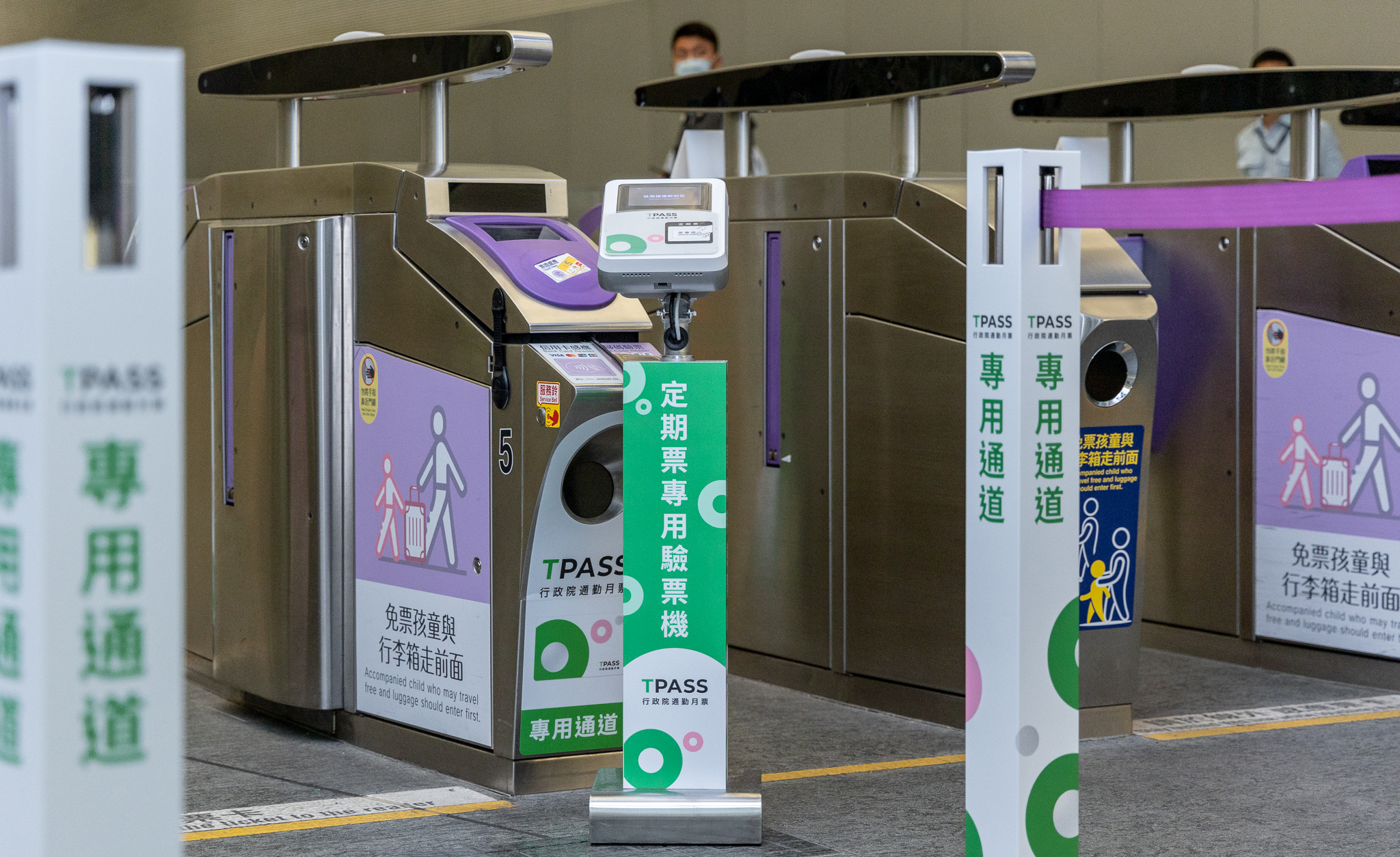
桃園機場捷運的TPASS專用通道

桃園機場捷運的部分，計畫和臺鐵目標一致，在2023年底前將系統變更完成，在此之前持TPASS月票需要走專用通道，為此在全線21座車站安裝了移動式感應驗票閘門。桃園捷運驗票閘門系統整合完畢，12月25日起試用，2024年1月1日正式啟用，除老街溪站外各站不用再走專用通道。
臺北捷運因為曾有1280月票（雙北公共運輸定期票）的相關經驗，且閘門軟體由北捷自主維護，取得1200月票（TPASS通勤月票）系統完整營運規則及技術文件後，使用約3個月的時間修改閘門軟體完成，由後台一次派版至所有車站，無須逐站逐台更新。
高雄捷運在2020年就已完成多元支付驗票設備建置，包含交通票證、信用卡、行動支付等，這次加入TPASS月票，不用另外改裝設備，即可在高捷各車站全部驗票閘門通行。

### 營運首周狀況
公車及客運業者因人力、車輛等軟硬體未能順利到位，發生脫班及客滿，造成民眾有票無車可搭的情形。此外，在臺鐵方面，因不少民眾不清楚月票需要啟用因而造成排隊進站隊伍延誤、走錯閘口出現扣款異常問題，需要經過第一線站務員及協助人員記錄異常回報，再由工程師手動修正資料。

## 政策檢討

### 財源
公共通勤月票由中央與地方政府共同補貼，其中行政院於政策施行前3年（2023年至2025年）編列了新台幣200億元的特別預算，由於各地方政府均有負債，民眾黨籍立委邱臣遠於受訪時指出此政策可能會讓地方原本的財政問題雪上加霜；在3年啟動期後，若回歸交通部接續辦理，勢必影響其他公共政策年度預算，因此交通部與地方政府需要就後續財源問題提早規劃。

### 公共運輸使用率
TPASS通勤月票的發行政策為「增加搭乘公共運輸工具，減少通勤費用負擔」之措施，以及「增加各地公共運輸使用率」目的，惟就媒體綜合觀察指出，此政策上路後最大受惠仍為以往就依賴公共運輸通勤的民眾，對於已經投入私人運輸工具成本的民眾，轉移效應誘因不大。此外，跨出雙北市公共運輸便捷度明顯落差，苗中彰投及南高屏生活圈使用人次計為整體的2成，各縣市政府爭取推行補助之餘，無規劃人力調整及增車增路線調整班次等配套措施，例如在2023年10月上路的桃竹竹苗地區，新竹客運及苗栗客運已經有75條路線因虧損而申請停運。公共運輸研究專家建議，TPASS政策規畫該考慮不同地區的公共運輸使用狀況調整，且提高私人運具使用成本，將收入轉為公共運輸服務。政策上路後初期計有60萬餘通勤族因TPASS受惠，但後續的交通配套應與時俱進，正視原有的公共運輸系統缺工、票價過低等諸多問題。在推行一週年後，網路媒體報導者的報導指出，在政策四大目標中的「減少私人運具」以及「鼓勵大眾運輸」，實際分析多數的路況是變差的，而交通部公路局調查的問卷顯示目前約7%的月票使用者是由私人運具改用大眾運輸。